# 東日本鉄道文化財団
公益財団法人東日本鉄道文化財団（ひがしにほんてつどうぶんかざいだん、英: East Japan Railway Culture Foundation）は、鉄道をとりまく地域文化の一層の振興、鉄道を通じた国際文化交流の推進及び鉄道経営・鉄道技術に関する調査・研究の促進を行っている公益法人。東日本旅客鉄道（JR東日本）から基本財産の拠出を受けて設立された。

## 沿革
- 1992年（平成4年）3月17日 - JR東日本から基本財産の拠出を受け設立
- 2007年（平成19年）10月14日 - 鉄道博物館をさいたま市大宮区に開館
- 2010年（平成22年）4月1日 - 公益財団法人化（内閣総理大臣認定）

## 活動内容

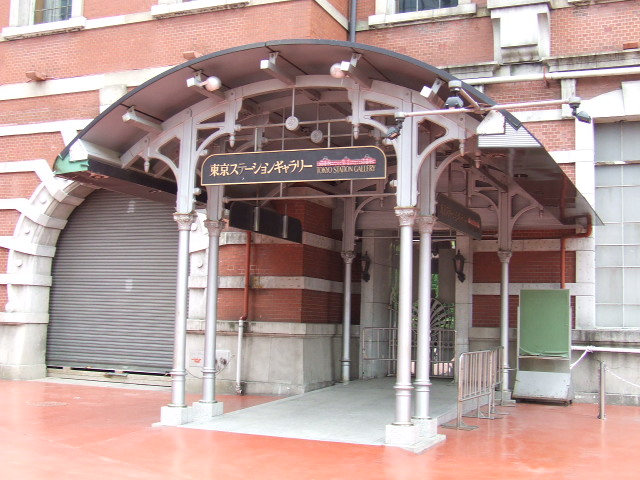
東京駅,丸の内駅舎（重要文化財)内,東京ステーションギャラリー

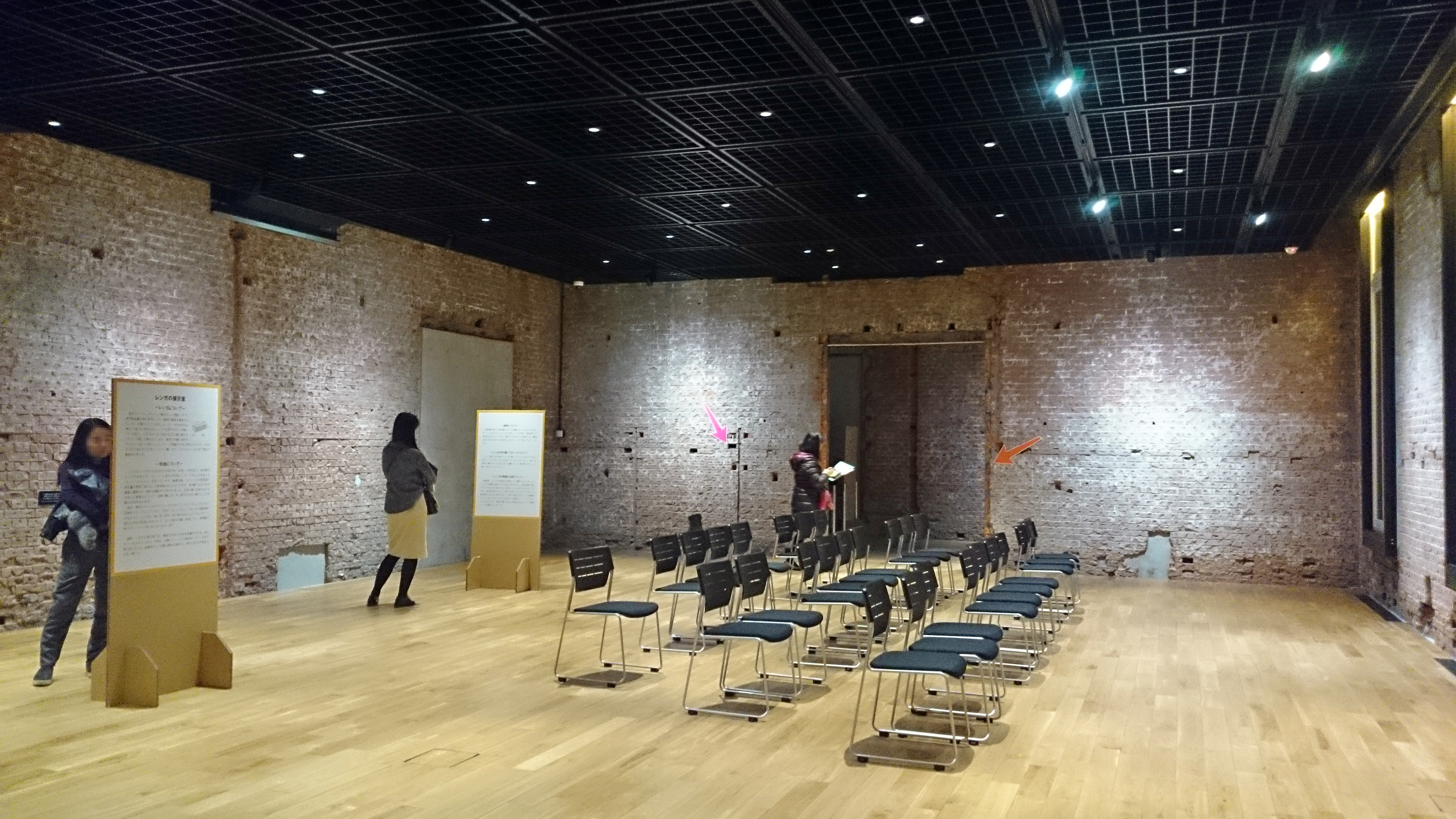
東京ステーションギャラリー展示室内部（撮影許可期間）

- 東京ステーションギャラリー[1]
- 鉄道博物館
- 鉄道歴史展示室
- 青梅鉄道公園

## 本部所在地
- 東京都渋谷区代々木2丁目2番2号